# Johan du Tour
Johan, baron du Tour, né le 22 juin 1746 à Alkmaar et mort le 30 septembre 1818 à Alkmaar, est un homme politique néerlandais. 

## Biographie
Johan du Tour est le fils du baron Gerrit Martin du Tour, bourgmestre d'Alkmaar, et Marie Anna Baert. Il épouse Johanna Carolina Boon, fille de Philipp Reinier Boon et de Wilhelmina Adriana Six.

## Mandats et fonctions
- Conseiller général du département de Hollande : 1802- 1805
- Membre du Corps législatif du royaume de Hollande : 1806-1810
- Membre de l'Assemblée des notables : 1814
- President-hoofdingeland de Heerhugowaard